# Lefroyella ceramensis
Lefroyella ceramensis är en svampdjursart som beskrevs av Isao Ijima 1927. Lefroyella ceramensis ingår i släktet Lefroyella och familjen Euretidae.
Artens utbredningsområde är havet kring Indonesien. Inga underarter finns listade i Catalogue of Life.